# Mellem os
|  | Denne artikel er oprettet af botten PalnaBot ud fra en ekstern database. Den kan derfor have sproglige fejl eller mangler. Denne skabelon kan fjernes efter kontrol af indholdet. |

Mellem os er en kortfilm fra 2003 instrueret af Laurits Munch-Petersen efter manuskript af Laurits Munch-Petersen, Jeff Matthews, Ine Urheim. Filmen vandt en Student Academy Award (en) og blev med sine 14 internationale priser den mest prisvindende afgangsfilm i Den Danske Filmskoles historie.